# Cattedrale di San Mungo
La Cattedrale di San Mungo, chiamata anche Cattedrale di Glasgow, o High Kirk of Glasgow o anche Cattedrale di San Kentigern, è oggi una congregazione cristiana attiva della Chiesa di Scozia a Glasgow.
Il titolo cattedrale è onorifico e storico, risalente al periodo prima della riforma scozzese ed al suo precedente status di madre chiesa cattolica romana dell'Arcidiocesi di Glasgow e quindi la cattedra dell'arcivescovo di Glasgow (che ora è nella Cattedrale di Sant'Andrea, l'attuale madre chiesa dei cattolici dell'arcidiocesi romana di Glasgow). L'attuale congregazione è parte del Presbiterio di Glasgow della Chiesa di Scozia. La Cattedrale di Glasgow si trova a nord di High Street e ad est di Cathedral Street, accanto all'Infermeria Reale di Glasgow.

## Storia

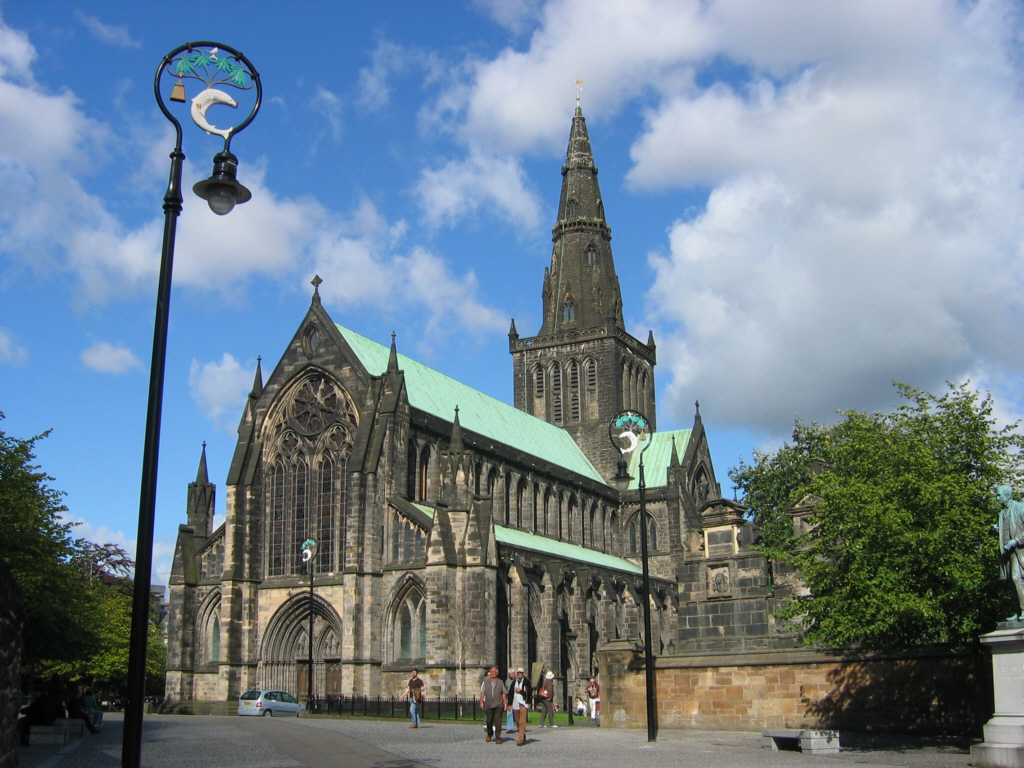
La cattedrale di Glasgow con Cathedral Square

La storia della cattedrale è legata a quella della città che è presumibilmente situata dove il santo patrono di Glasgow, San Mungo, costruì la sua chiesa. La tomba del santo è nella cripta inferiore. Il romanzo di Walter Scott Rob Roy racconta della Chiesa.

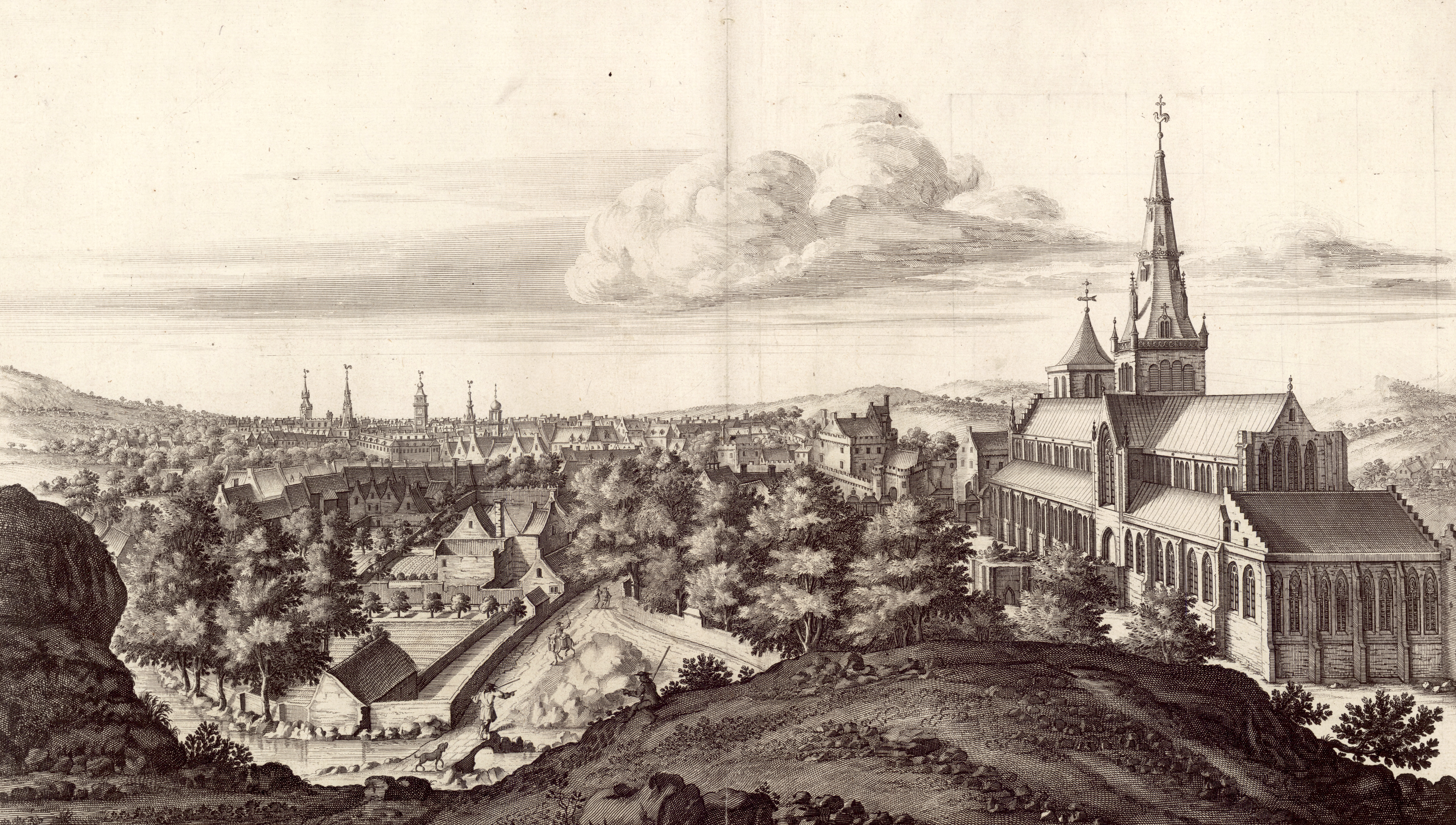
La cattedrale di Glasgow, Incisione di John Slezer, (1693)

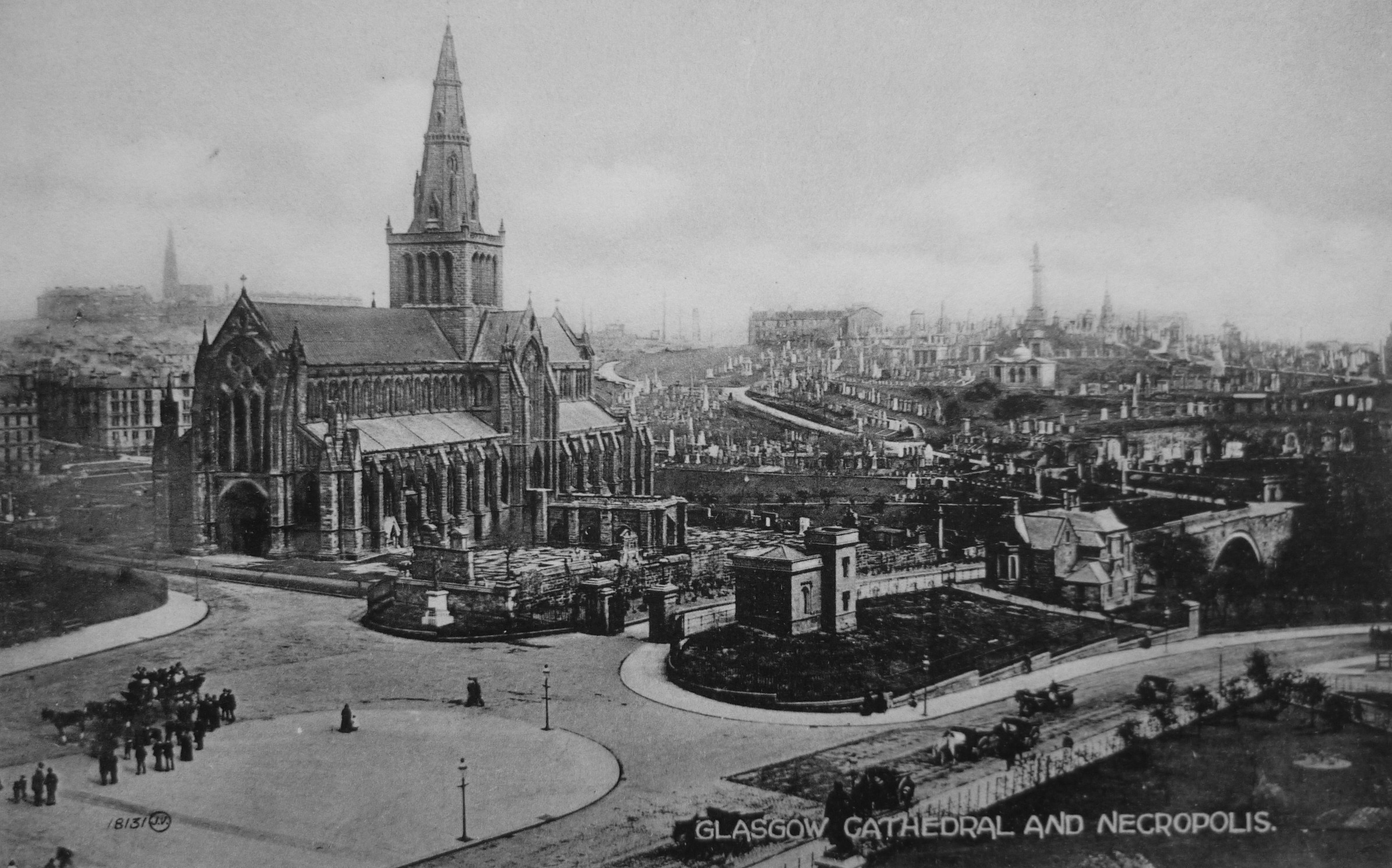
Una vecchia cartolina con una veduta della cattedrale (1893)

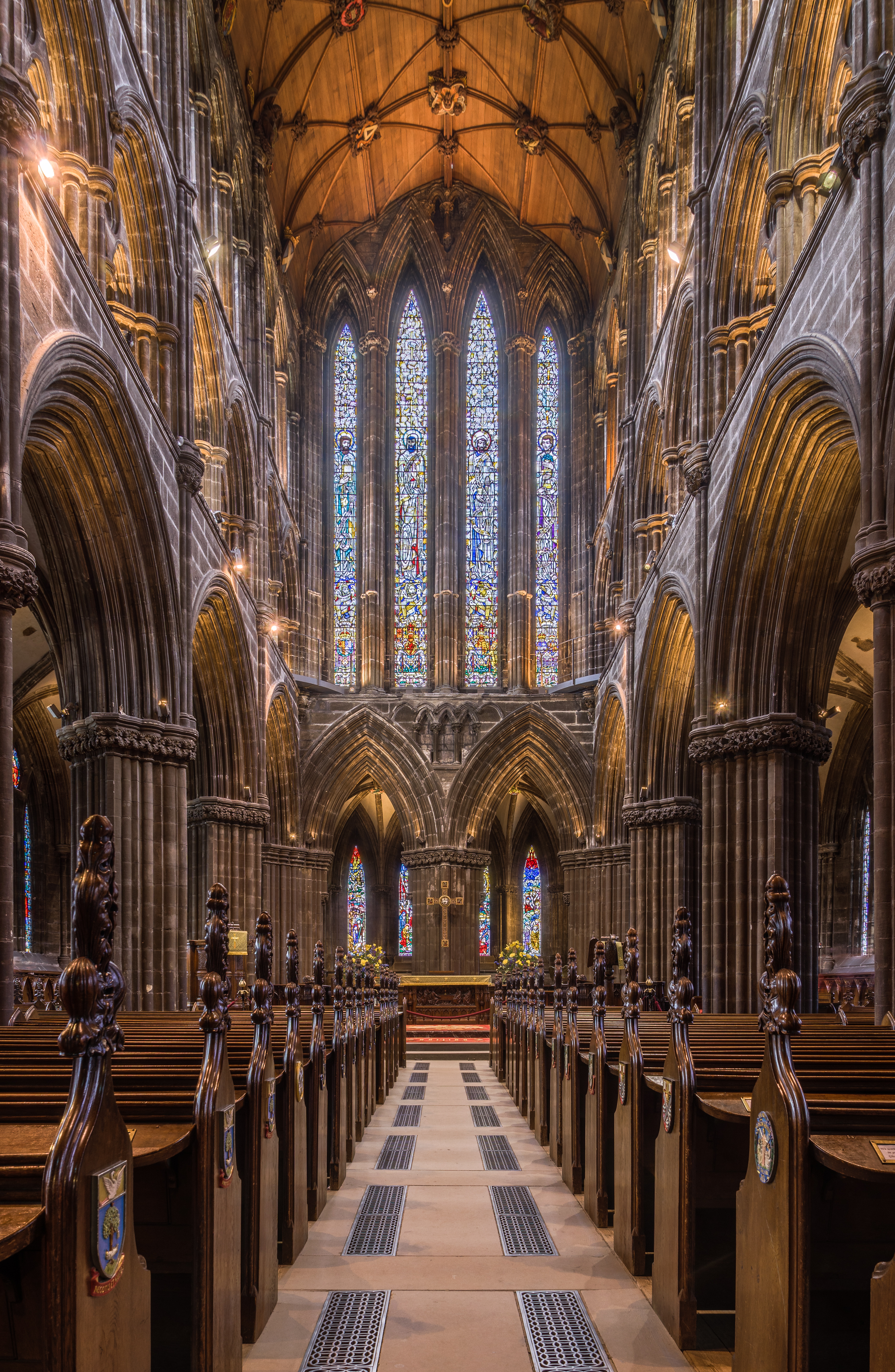
Il coro della cattedrale di Glasgow

Costruita prima della Riforma, dal tardo XII secolo in poi, fungendo da sede del vescovo e poi dell'arcivescovo di Glasgow, l'edificio è un superbo esempio di architettura gotica scozzese. È anche una delle poche chiese medioevali scozzesi (e l'unica cattedrale medievale sulla terraferma scozzese) ad essere sopravvissuta alla Riforma senza averne il tetto scoperchiato.
Giacomo IV ratificò il trattato di pace perpetua con l'Inghilterra all'altare maggiore il 10 dicembre 1502. La cattedrale e il castello vicino giocarono un ruolo nelle battaglie di Glasgow del 1544 e 1560. Venti anni dopo la Riforma, il 22 aprile 1581 Giacomo VI concesse il reddito di un numero di terre della città di Glasgow per la manutenzione della Chiesa. Egli seguì le tracce della proprietà di queste terre fino al denaro lasciato dall'arcivescovo Gavin Dunbar come eredità per la riparazione della cattedrale. Il Comune concordò il 27 febbraio 1583 di assumersi la responsabilità per la riparazione della Chiesa, mentre dai registri non avevano l'obbligo di farlo. La chiesa sopravvive a causa di questa risoluzione. All'interno, anche il pontile-tramezzo è un elemento sopravvissuto molto raro nelle chiese scozzesi.
Tecnicamente, l'edificio non è più una cattedrale, dal momento che non è stata la sede di un vescovo dal 1690. Tuttavia, come molte altre cattedrali pre-Riforma in Scozia, è ancora un luogo attivo di culto cristiano, che ospita una congregazione della Chiesa di Scozia. L'attuale ministro,  dal 15 febbraio 2007, è il Rev. Laurence A. B. Whitley, PhD, che in precedenza era ministro a Montrose Old e della chiesa parrocchiale di Sant'Andrea. Il ministro precedente era il Molto Rev. William Morris, che era stato ministro dal 1967 fino al pensionamento nel novembre 2005. L'edificio è di proprietà della Corona, è gestito da Historic Scotland, ed è una destinazione popolare per i turisti.

### Università di Glasgow

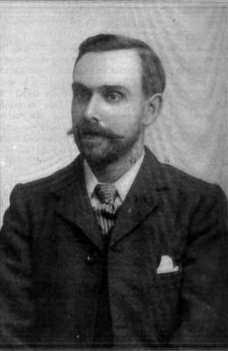
Herbert Walton 1903

L'Università di Glasgow ha avuto origine nelle classi condotte nell'ambito della zona della Cattedrale. William Turnbull, vescovo di Glasgow, fu il principale fautore della fondazione dell'Università intorno all'anno 1451. I Vescovi di Glasgow prestarono servizio come Cancellieri dell'Università per circa duecento anni. Nel 1460 l'Università si spostò fuori della cattedrale in un sito adiacente sul lato est della High Street e si trasferì nella sua sede attuale di Gilmorehil nel 1870.

## Musica
Il coro professionale della Cattedrale di Glasgow è composto da 4 Cantori e 6 Choral Scholars. L'attuale direttore di musica è Andrew Forbes e l'Organista della Cattedrale è il Dr. Malcolm Sim. L'organo a quattro tastiere di Padre Willis è stato installato nel 1879 ed è stato mantenuto da Harrison & Harrison in quanto hanno ricostruito lo strumento nel 1996.

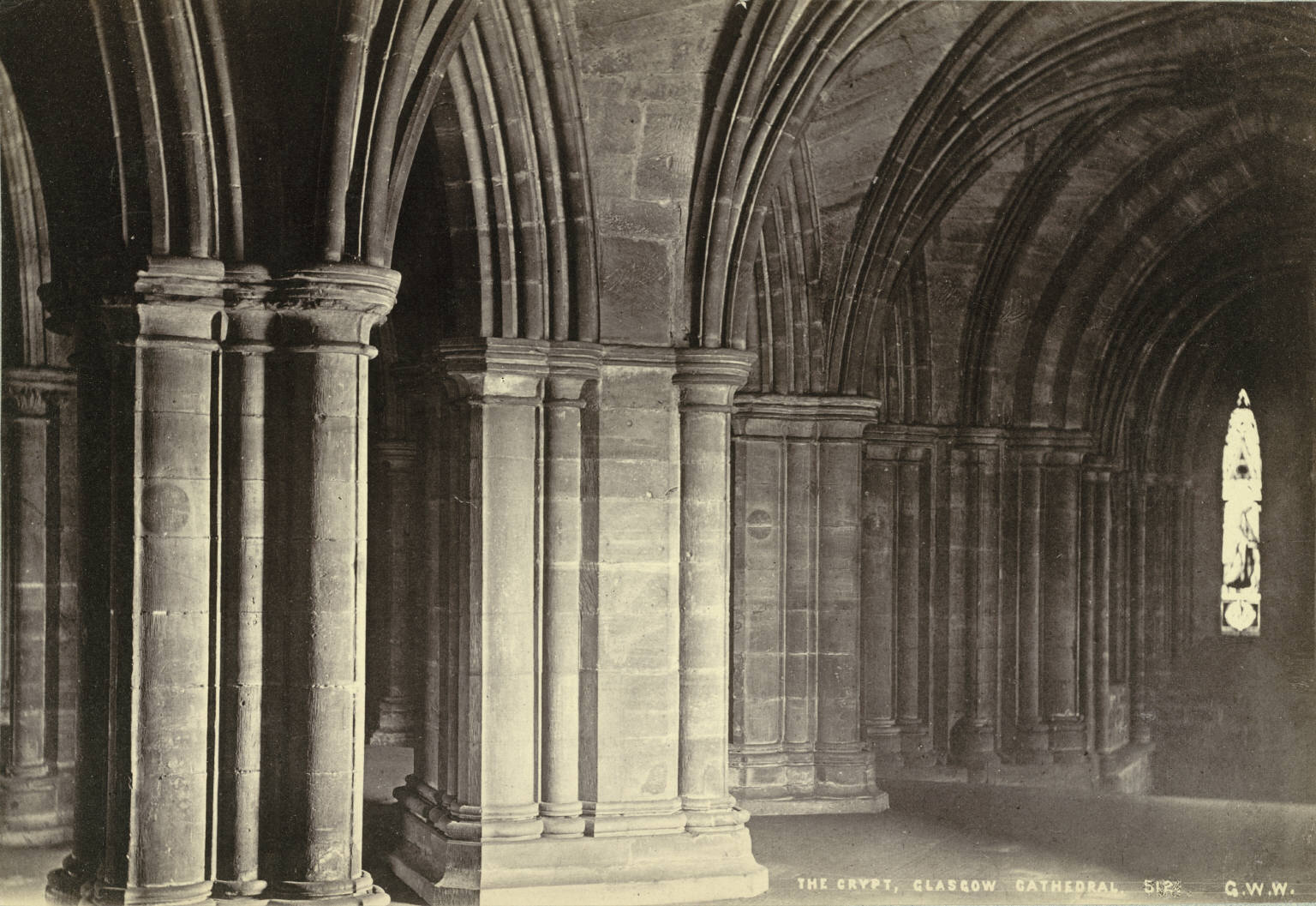
Cattedrale di Glasgow. Cripta (Interno)

### Direttori della Musica
- 1879 Alfred Peace
- 1897 Herbert Walton
- 1929 R H Clifford Smith
- 1936 Walter Emery
- 1965 John Turner
- 2010 Ian Simcock
- 2012 Richard Pratt
- 2014 Andrew Forbes

## Altre cattedrali di Glasgow
Altre cattedrali di Glasgow più recenti sono la Cattedrale di Sant'Andrea (Romana Cattolica), la Cattedrale di Santa Maria, (Chiesa Scozzese Episcopale) e la Cattedrale di San Luca, (Chiesa Greca Ortodossa).

## Lista dei ministri del culto

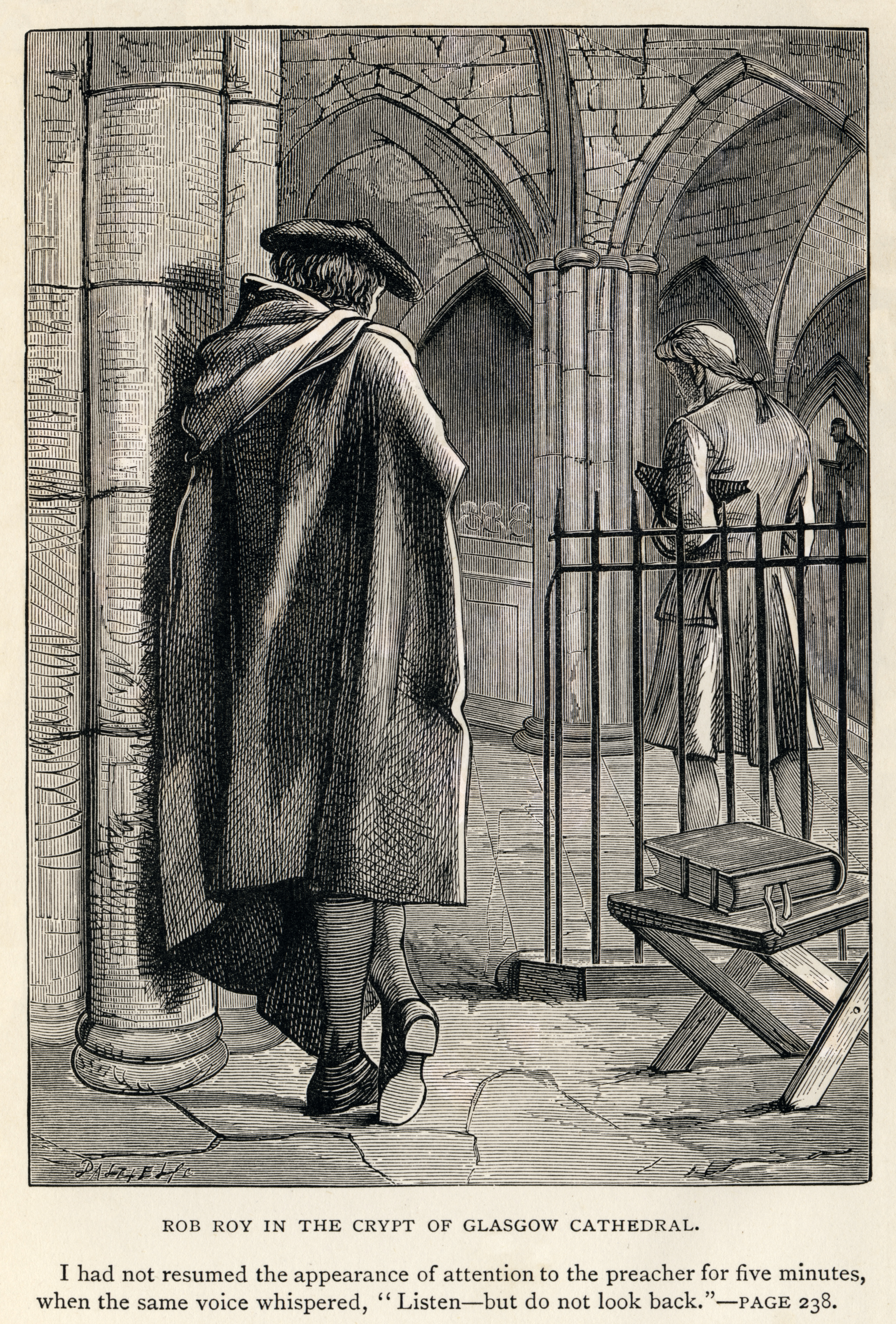
Rob Roy MacGregor nella Cripta della Cattedrale di Glasgow (più precisamente, la Chiesa Inferiore della Cattedrale di Glasgow), dei Fratelli Dalziel, dal romanzo di Sir Walter Scott, Rob Roy.

- Archibald Inglis (1685–1687)
- Ralph Rodger (1687–1689)
- James Brown (1690–1714)
- George Campbell (1715–1748)
- John Hamilton (1749–1780)
- William Taylor (1780–1823)
- Duncan Macfarlan (1824–1857)
- John Robertson (1858–1865)
- George Stewart Burns (1865–1896)
- Pearson McAdam Muir (1896–1915)
- James McGibbon (1916–1922)
- Lauchlan Maclean Watt (1923–1934)
- Nevile Davidson (1935–1967)
- William Morris (1967–2005)
- Laurence A. B. Whitley (2007–)

## Altre sepolture
- Robert Wishart, Vescovo di Glasgow
- James Law, Arcivescovo di Glasgow (1615–1632)
- Peter Lowe, (1550-1610) chirurgo e autore di testi medici
- Charles Macintosh, inventore del Mackintosh